# Martin Laursen
Martin Laursen (Fårvang, 26 juli 1977) is een Deens oud-voetballer. Hij vertegenwoordigde zijn land op het WK en twee keer op het EK.

## Clubcarrière

### Silkeborg IF en Verona
Laursen begon zijn professionele carrière bij Silkeborg IF. Met deze club werd hij tweede in de Superligaen in het seizoen 1997-98. Na drie seizoen bij Silkeborg IF vertrok Laursen naar Italië naar de Serie B. Hij kwam daar uit voor Hellas Verona vanaf seizoen 1998-99. Het contact met Verona werd gelegd door oud-speler van Verona en manager van Silkeborg IF Preben Elkjær. Laursen begon het seizoen erg ongelukkig, hij had een ernstige knieblessure. Hierdoor miste hij de gehele eerste seizoenshelft. Ondanks de afwezigheid van Laursen promoveerde Verona naar de Serie A. Het seizoen in Serie A kwam Laursen beter uit de voeten, hij stond vrijwel altijd in de basis en hij werd voor het eerst opgeroepen voor de Deense ploeg in oefenduel tegen Portugal in maart 2000. Laursen behoorde ook tot de selectie op het EK, maar hij speelde daar geen enkele wedstrijd, vanwege een blessure.

### Parma en AC Milan
Laursen wilde hierna toch een stap hoger, al vrij snel meldde Parma zich. Op dat moment was Laursen transfervrij, dus gratis over te nemen. De overgang was een feit. Maar na amper drie weken trainen meldde AC Milan zich voor Laursen. Ze boden €10 miljoen, weer wisselde Laursen van club. Dit keer was een grote stap gezet. AC Milan had Laursen hard nodig, omdat het in die tijd last had van veel blessuregevallen. De selectie moest dus verbreed worden. In het seizoen 2002-03 behaald Laursen met Milan de finale van de Champions League. Hij wist zichzelf niet te profileren, want Nesta en Maldini stonden in het hart van de verdediging en niet Laursen.

### Aston Villa
Op 21 maart 2004 werd Laursen verkocht aan de in de Premier League spelende club Aston Villa FC voor €4,5 miljoen. Hij tekende een vierjarig contract. De overgang had mede te maken met het goede spel dat hij vertoonde op het EK. Hij speelde alle vier de wedstrijden voor Denemarken. Zijn debuut voor Aston Villa was op 14 augustus 2004 tegen Southampton FC, de wedstrijd eindigde in een 2-0-overwinning in het voordeel van Aston Villa. Laursen bewees zich voor Aston Villa, maar een knieblessure die hem al eerder in zijn carrière nekte keerde terug en hij moest weer voor lange tijd revalideren. In het seizoen 2005-06 speelde Laursen maar een wedstrijd, door toedoen van zijn knie. Het was niet zeker of hij na zijn revalidatie nog zou terugkeren op het veld. Hij wilde daarom beter revalideren en vertrok naar Bologna. Hij keerde terug bij Aston Villa in augustus 2006.
Hij keerde wonderbaarlijk goed terug bij Aston Villa, hij scoorde als centrale verdediger zelfs zes keer; drie keer tegen Tottenham Hotspur FC (uit), twee tegen White Hart Lane en een tegen Tottenham Hotspur (thuis).
In januari 2008 verlengde Laursen zijn contract bij Aston Villa tot juni 2010. Dat jaar werd hij tevens verkozen tot Deens voetballer van het jaar. In mei 2009 werd bekend dat hij zijn loopbaan moet beëindigen wegens chronisch blessureleed. Hij gaf een persconferentie die hij geëmotioneerd begon en eindigde, o.a. kwam in het gesprek voor: "Vijf maanden geleden was ik nog in de vorm van mijn leven. Maar ik kan niet meer herstellen van mijn blessure." en de woorden "Ik moet stoppen" een hard en pijnlijk besluit.

## Interlandcarrière
Laursen kwam in totaal 53 keer (twee doelpunten) uit voor de nationale ploeg van Denemarken in de periode 2000–2008. Onder leiding van bondscoach Bo Johansson maakte hij zijn debuut op woensdag 29 maart 2000 in de vriendschappelijke uitwedstrijd tegen Portugal. Hij viel in dat duel na 85 minuten in voor Brian Steen Nielsen. Zijn eerste grote toernooi met Denemarken was het EK in 2000. Hij speelde echter niet vanwege een blessure. Het WK in 2002 verliep voor Laursen beter, hij speelde alle vier de wedstrijden. Hetzelfde gold voor het EK in 2004. Door een terugkerende knieblessure in 2005 liep zijn interlandcarrière gevaar. Hij werd toch weer opgeroepen in november 2006. Laursen moest dit weigeren, omdat hij weer te kampen had met een blessure.
| Interlands van Martin Laursen voor Denemarken | Interlands van Martin Laursen voor Denemarken | Interlands van Martin Laursen voor Denemarken | Interlands van Martin Laursen voor Denemarken | Interlands van Martin Laursen voor Denemarken | Interlands van Martin Laursen voor Denemarken |
| №                                             | Datum                                         | Wedstrijd                                     | Uitslag                                       | Competitie                                    | Goals                                         |
| Als speler van Hellas Verona                  | Als speler van Hellas Verona                  | Als speler van Hellas Verona                  | Als speler van Hellas Verona                  | Als speler van Hellas Verona                  | Als speler van Hellas Verona                  |
| --------------------------------------------- | --------------------------------------------- | --------------------------------------------- | --------------------------------------------- | --------------------------------------------- | --------------------------------------------- |
| 1                                             | 29 maart 2000                                 | Portugal – Denemarken                         | 2 – 1                                         | Oefeninterland                                |                                               |
| 2                                             | 26 april 2000                                 | Denemarken – Zweden                           | 0 – 1                                         | Oefeninterland                                |                                               |
| 3                                             | 3 juni 2000                                   | Denemarken – België                           | 2 – 2                                         | Oefeninterland                                |                                               |
| 4                                             | 15 november 2000                              | Denemarken – Duitsland                        | 2 – 1                                         | Oefeninterland                                |                                               |
| 5                                             | 24 maart 2001                                 | Malta – Denemarken                            | 0 – 5                                         | WK-kwalificatie                               |                                               |
| 6                                             | 28 maart 2001                                 | Tsjechië – Denemarken                         | 0 – 0                                         | WK-kwalificatie                               |                                               |
| 7                                             | 25 april 2001                                 | Denemarken – Slovenië                         | 3 – 0                                         | Oefeninterland                                |                                               |
| 8                                             | 2 juni 2001                                   | Denemarken – Tsjechië                         | 2 – 1                                         | WK-kwalificatie                               |                                               |
| Als speler van AC Milan                       |                                               |                                               |                                               |                                               |                                               |
| 9                                             | 15 augustus 2001                              | Frankrijk – Denemarken                        | 1 – 0                                         | Oefeninterland                                |                                               |
| 10                                            | 1 september 2001                              | Denemarken – Noord-Ierland                    | 1 – 1                                         | WK-kwalificatie                               |                                               |
| 11                                            | 5 september 2001                              | Bulgarije – Denemarken                        | 0 – 2                                         | WK-kwalificatie                               |                                               |
| 12                                            | 6 oktober 2001                                | Denemarken – IJsland                          | 6 – 0                                         | WK-kwalificatie                               |                                               |
| 13                                            | 13 februari 2002                              | Saoedi-Arabië – Denemarken                    | 0 – 1                                         | Oefeninterland                                |                                               |
| 14                                            | 27 maart 2002                                 | Ierland – Denemarken                          | 3 – 0                                         | Oefeninterland                                |                                               |
| 15                                            | 17 april 2002                                 | Denemarken – Israël                           | 3 – 1                                         | Oefeninterland                                |                                               |
| 16                                            | 26 mei 2002                                   | Denemarken – Tunesië                          | 2 – 1                                         | Oefeninterland                                |                                               |
| 17                                            | 1 juni 2002                                   | Uruguay – Denemarken                          | 1 – 2                                         | WK-eindronde                                  |                                               |
| 18                                            | 6 juni 2002                                   | Senegal – Denemarken                          | 1 – 1                                         | WK-eindronde                                  |                                               |
| 19                                            | 11 juni 2002                                  | Denemarken – Frankrijk                        | 2 – 0                                         | WK-eindronde                                  |                                               |
| 20                                            | 15 juni 2002                                  | Denemarken – Engeland                         | 0 – 3                                         | WK-eindronde                                  |                                               |
| 21                                            | 21 augustus 2002                              | Schotland – Denemarken                        | 0 – 1                                         | Oefeninterland                                |                                               |
| 22                                            | 7 september 2002                              | Noorwegen – Denemarken                        | 2 – 2                                         | EK-kwalificatie                               |                                               |
| 23                                            | 12 februari 2003                              | Egypte – Denemarken                           | 1 – 4                                         | Oefeninterland                                |                                               |
| 24                                            | 29 maart 2003                                 | Roemenië – Denemarken                         | 2 – 5                                         | EK-kwalificatie                               |                                               |
| 25                                            | 30 april 2003                                 | Denemarken – Oekraïne                         | 1 – 0                                         | Oefeninterland                                |                                               |
| 26                                            | 7 juni 2003                                   | Denemarken – Noorwegen                        | 1 – 0                                         | EK-kwalificatie                               |                                               |
| 27                                            | 11 juni 2003                                  | Luxemburg – Denemarken                        | 0 – 2                                         | EK-kwalificatie                               |                                               |
| 28                                            | 20 augustus 2003                              | Denemarken – Finland                          | 1 – 1                                         | Oefeninterland                                |                                               |
| 29                                            | 10 september 2003                             | Denemarken – Roemenië                         | 2 – 2                                         | EK-kwalificatie                               | Goal                                          |
| 30                                            | 11 oktober 2003                               | Bosnië en Her. – Denemarken                   | 1 – 1                                         | EK-kwalificatie                               |                                               |
| 31                                            | 18 februari 2004                              | Turkije – Denemarken                          | 0 – 1                                         | Oefeninterland                                |                                               |
| 32                                            | 31 maart 2004                                 | Spanje – Denemarken                           | 2 – 0                                         | Oefeninterland                                |                                               |
| 33                                            | 28 april 2004                                 | Denemarken – Schotland                        | 1 – 0                                         | Oefeninterland                                |                                               |
| 34                                            | 30 mei 2004                                   | Estland – Denemarken                          | 2 – 2                                         | Oefeninterland                                |                                               |
| 35                                            | 5 juni 2004                                   | Denemarken – Kroatië                          | 1 – 2                                         | Oefeninterland                                |                                               |
| 36                                            | 14 juni 2004                                  | Denemarken – Italië                           | 0 – 0                                         | EK-eindronde                                  |                                               |
| 37                                            | 18 juni 2004                                  | Denemarken – Bulgarije                        | 2 – 0                                         | EK-eindronde                                  |                                               |
| 38                                            | 22 juni 2004                                  | Denemarken – Zweden                           | 2 – 2                                         | EK-eindronde                                  |                                               |
| 39                                            | 27 juni 2004                                  | Tsjechië – Denemarken                         | 3 – 0                                         | EK-eindronde                                  |                                               |
| Als speler van Aston Villa                    |                                               |                                               |                                               |                                               |                                               |
| 40                                            | 18 augustus 2004                              | Polen – Denemarken                            | 1 – 5                                         | Oefeninterland                                |                                               |
| 41                                            | 26 maart 2005                                 | Denemarken – Kazachstan                       | 3 – 0                                         | WK-kwalificatie                               |                                               |
| 42                                            | 6 juni 2007                                   | Letland – Denemarken                          | 0 – 2                                         | EK-kwalificatie                               |                                               |
| 43                                            | 22 augustus 2007                              | Denemarken – Ierland                          | 0 – 4                                         | Oefeninterland                                |                                               |
| 44                                            | 8 september 2007                              | Zweden – Denemarken                           | 0 – 0                                         | EK-kwalificatie                               |                                               |
| 45                                            | 12 september 2007                             | Denemarken – Liechtenstein                    | 4 – 0                                         | EK-kwalificatie                               | Goal                                          |
| 46                                            | 13 oktober 2007                               | Denemarken – Spanje                           | 1 – 3                                         | EK-kwalificatie                               |                                               |
| 47                                            | 17 oktober 2007                               | Denemarken – Letland                          | 3 – 1                                         | EK-kwalificatie                               |                                               |
| 48                                            | 17 november 2007                              | Noord-Ierland – Denemarken                    | 2 – 1                                         | EK-kwalificatie                               |                                               |
| 49                                            | 26 maart 2008                                 | Denemarken – Tsjechië                         | 1 – 1                                         | Oefeninterland                                |                                               |
| 50                                            | 20 augustus 2008                              | Denemarken – Spanje                           | 0 – 3                                         | Oefeninterland                                |                                               |
| 51                                            | 6 september 2008                              | Hongarije – Denemarken                        | 0 – 0                                         | WK-kwalificatie                               |                                               |
| 52                                            | 10 september 2008                             | Portugal – Denemarken                         | 2 – 3                                         | WK-kwalificatie                               |                                               |
| 53                                            | 11 oktober 2008                               | Denemarken – Malta                            | 3 – 0                                         | WK-kwalificatie                               |                                               |

## Erelijst
Als speler
 Hellas Verona
- Serie B: 1998/99

 AC Milan
- Coppa Italia: 2002/03
- UEFA Champions League: 2002/03
- UEFA Super Cup: 2003
- Serie A: 2003/04

Individueel
- Deens voetballer van het jaar: 2008